# Seleção Grega de Polo Aquático Masculino
A Seleção Grega de Polo Aquático Masculino representa a Grécia em competições internacionais de polo aquático.

## Melhores classificações
- Jogos Olímpicos - 2º lugar em 2020
- Campeonato Mundial - 2º lugar em 2023
- Liga Mundial de Polo Aquático - 3º lugar em 2004, 2006, 2016 e 2021
- Copa Mundial de Polo Aquático - 2º lugar em 1997
- Campeonato Europeu - 4º lugar em 1999 e 2016
- Jogos do Mediterrâneo - 2º lugar em 2018

## Ligações Externas
- Sitio Oficial (em grego)